# Королівська битва (жанр відеоігор)
Королівська битва (англ. Battle Royale) — один із жанрів масових багатокористувацьких онлайн ігор, що поєднує в собі елементи симулятора виживання з режимом last man standing. «Королівська битва» зіштовхує велику кількість керованих гравцями персонажів з мінімальним набором спорядження на обмеженій карті; гравці повинні шукати на карті зброю і знищувати супротивників, поки в грі не залишиться тільки один. Характерною особливістю «королівської битви» є зменшення у міру гри «безпечної зони»: що довше триває матч, то менша частина карти залишається доступною для гравців. Сама назва жанру сходить до роману «Королівська битва» японського письменника Косюна Такамі та його екранізації.
Ігри в жанрі «королівської битви» спочатку з'явилися у вигляді модифікацій до масштабних онлайн-ігор з вираженими елементами симулятора виживання, таким як Minecraft або ArmA 2. Гра PlayerUnknown's Battlegrounds, випущена в 2017 році, не була першою в жанрі «королівської битви», але набула величезної популярності і викликала до життя безліч наслідувань, змусивши оглядачів говорити про успіх цієї гри і жанру в цілому як про одну з найважливіших тенденцій в ігровій індустрії.

## Історія
Ключові елементи королівської битви були присутні у відеоіграх протягом багатьох років: режим last man standing вкрай поширений у багатокористувацьких шутерах, в той час як виживання і пошук необхідних для цього предметів на великій карті стали популярними завдяки симуляторам виживання.
У 2012 році був випущений фільм «Голодні ігри» за однойменним романом Сюзанни Коллінз; його популярність призвела до появи у тому ж році модифікації до гри Minecraft під назвою Hunger Games, пізніше перейменованої в Survival Games. Подібно до персонажів фільму, керовані гравцями персонажі з'являються в центрі карти поряд з кількома скринями з цінними предметами; по ходу гри гравці можуть битися за ці скрині, або шукати інші скрині, розкидані по карті. У разі загибелі персонажа гравець вибуває зі змагання, яке продовжується, поки не залишиться тільки один гравець.
У 2013 вийшла гра під назвою ShootMania разом з режимом Smurf, в якому ігрове поле звужувалося.
В цей же час набула популярності DayZ, модифікація в дусі симулятора виживання для тактичного шутера ArmA 2. У той час як сама гра ArmA 2 імітувала військові дії з певними наказами і бойовими завданнями, DayZ надавала гравцям відкритий світ і єдину мету — виживати як можна довше. Хоча DayZ і подібні їй гри і модифікації допускали сутички і битви між гравцями, в силу великого розміру віртуального світу і його постійності такі зіткнення відбувалися нечасто. Це призвело до появи нових модифікацій, заснованих на DayZ, де битви між гравцями набували більше спортивного, матчевого характеру. У 2015 році в симулятор виживання Ark: Survival Evolved було додано змагальний режим Survival of the Fittest, що підтримує до 72 гравців. У Survival of the Fittest гравці б'ються один з одним на території, яка поступово зменшується. У 2016 році цей режим був відділений від власне Ark: Survival Evolved в самостійну гру, але пізніше знову об'єднаний з нею заради полегшення розробки. Гра The Culling, розроблена Xaviant Studios і випущена в ранньому доступі в 2016 році, являла собою королівську битву менших розмірів — на 16 гравців.
Популяризація королівської битви як жанру відеоігор пов'язана з ім'ям австралійського геймдизайнера Брендана Гріна. Надихнувшись концепцією однойменного роману і фільму, він оформив правила королівської битви спочатку у вигляді модифікації ArmA II: DayZ, а згодом переніс його на рушій ArmA III. Згодом Гріна запросили як консультанта для роботи над режимом гри H1Z1, після випущеним як окрема гра під назвою H1Z1: King of the Kill. Після виходу гри Грін перейшов на роботу до корейської компанії Bluehole Studio, яка запропонувала створити нову велику гру в жанрі «королівської битви» так, як бачить і уявляє її Грін. Випущена в 2017 році гра PlayerUnknown's Battlegrounds набула величезної популярності. На хвилі популярності PlayerUnknown's Battlegrounds режими «королівської битви» з'явилися в інших, вже існуючих іграх, таких як Fortnite, Grand Theft Auto Online або Paladins. Fortnite: Battle Royale навіть перевершила PlayerUnknown's Battlegrounds за популярністю — цей успіх пов'язували з безкоштовністю гри, її доступністю на багатьох платформах, а також порівняно меншим рівнем насильства на екрані і яскравою мультяшною графікою, що дозволило залучити до гри дитячу і жіночу аудиторію.
У жовтні 2017 року Китайська асоціація видавців аудіо, відео та цифрової продукції випустила заяву про те, що не схвалює ігри в жанрі королівської битви, їх розробку і продаж з кількох причин: ігри цього жанру надто криваві й сповнені насильства, сам їх дизайн у дусі гладіаторських боїв суперечить китайським цінностям та етичним нормам і такі ігри можуть негативно впливати на молодь. Така позиція була витлумачена західними оглядачами як фактична заборона на видання ігор цього жанру в Китаї; втім, PUBG Corporation і китайському видавництву Tencent вдалося добитися дозволу на видання PlayerUnknown's Battlegrounds в Китаї, де ця гра завдяки Steam вже отримала величезну аудиторію. Ряд китайських розробників зайнялися створенням ігор-клонів, зокрема на мобільних пристроях.